# 타다 쿄카
타다 쿄카(일본어: 多田 京加, 1999년 8월 19일 ~ )는 일본의 여성 아이돌 그룹 전 AKB48 팀4와 Fortune cherry의 멤버이다. 후쿠이현 출신.